# De chacun selon ses moyens, à chacun selon ses besoins
« De chacun selon ses moyens, à chacun selon ses besoins » — existant également sous des variantes comme De chacun selon ses facultés, à chacun selon ses besoins ou De chacun selon ses capacités, à chacun selon ses besoins — est un adage résumant de manière générale les principes d'une société socialiste — ou communiste, au sens premier du terme.

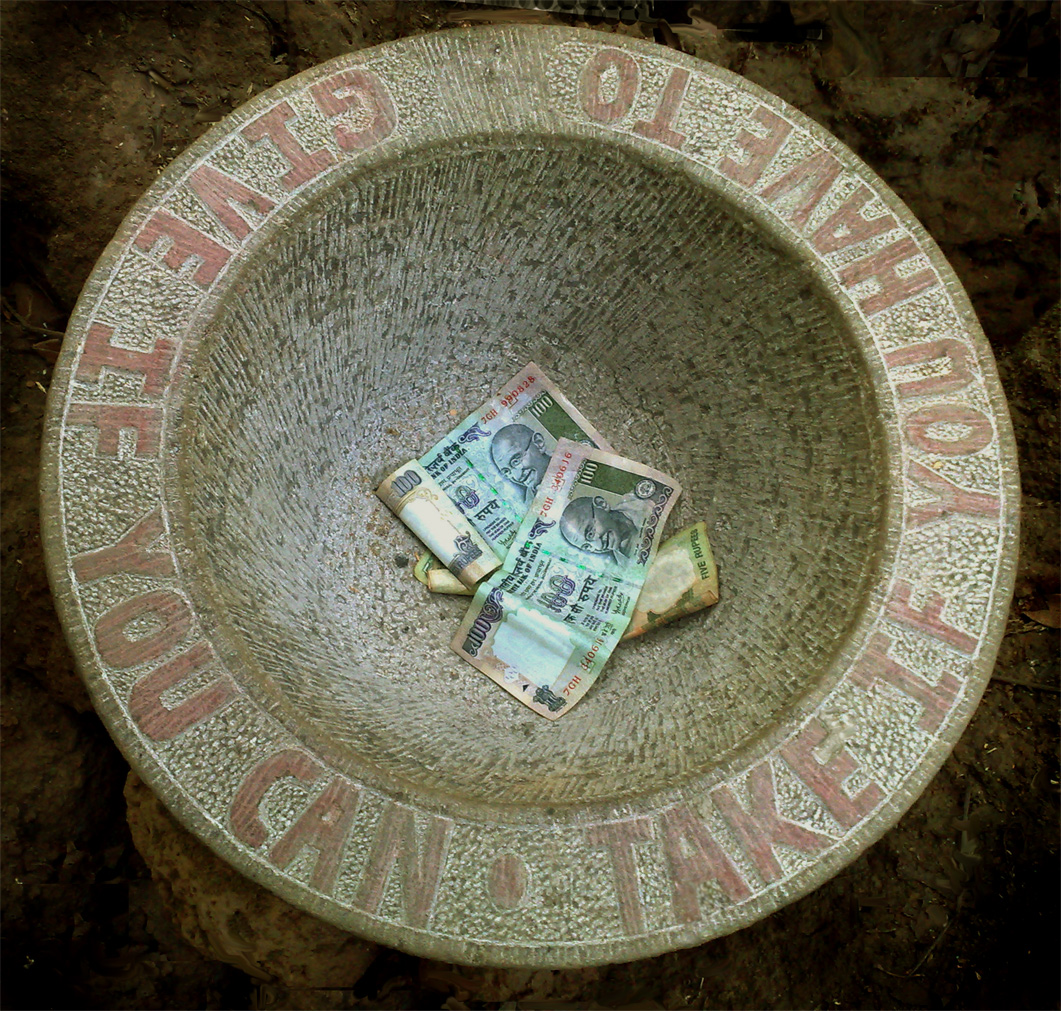
Sculpture de Jacek Tylicki à Goa.

Apparu sous diverses formes, chez des auteurs comme Étienne Cabet ou Louis Blanc, il connaît une fortune particulière au temps du socialisme utopique, puis dans la pensée anarchiste ; il est ensuite repris et popularisé par la Critique du programme de Gotha de Karl Marx (écrit en 1875, publié en 1891). Plus tard, en 1946, il sera repris comme principe de la  Sécurité sociale en France. 
L'idée peut être résumée grossièrement ainsi : Chacun doit participer selon ses possibilités et chacun doit recevoir selon ses nécessités.

## Origines
On observe des formes primitives de l'adage dans le Nouveau Testament, dans les Actes des Apôtres, sur la vie en communauté et le partage des biens notamment et entre autres dans l'Acte 2 44-45 et l'Acte 4 32-35.

« 32 La foule de ceux qui avaient cru n'était qu'un cœur et qu'une âme. Personne ne disait que ses biens lui appartenaient en propre, mais ils mettaient tout en commun. 33 Avec beaucoup de puissance, les apôtres rendaient témoignage de la résurrection du Seigneur Jésus, et une grande grâce reposait sur eux tous. 34 Il n'y avait aucun nécessiteux parmi eux : tous ceux qui possédaient des champs ou des maisons les vendaient, apportaient le prix de ce qu'ils avaient vendu 35 et le déposaient aux pieds des apôtres ; et l'on faisait des distributions à chacun en fonction de ses besoins. »

Le « philosophe oublié » Étienne-Gabriel Morelly développe cette idée dans le Code de la Nature en 1755.
Étienne Cabet, théoricien du communisme chrétien cite, dans son Voyage en Icarie (1840), la formule « À chacun suivant ses besoins. De chacun suivant ses forces » parmi les principes de sa cité idéale d'Icarie. « De chacun selon ses facultés, à chacun selon ses besoins » a été utilisée comme telle pour la première fois par Louis Blanc dans son Plus de Girondins de 1851 comme une révision de la citation d'Henri de Saint-Simon « À chacun selon ses capacités, à chaque capacité selon ses œuvres ». La formule est mise en avant lors de la révolution de 1848.
Elle a été reprise dans La Critique du programme socialiste allemand de Gotha de 1875, par Karl Marx selon les vœux des ouvriers allemands « encore plongés dans la brume des aspirations et des formules démocratiques sentimentales qui caractérisaient le mouvement de 1848 aussi que ses levers et baissers de rideau ». En 1883, Pierre Kropotkine reprend la formule « À chacun selon ses facultés : à chacun selon ses besoins » dans la proclamation rédigée lors du Procès des 66, qui visait des militants anarchistes.
Des groupes politiques (anarcho-communisme par exemple) ou des syndicats ont ensuite repris cet adage à leur compte. Ainsi de la CGT qui l'a inclus dans la Charte d'Amiens de 1912.
La formule traduite du programme est « De chacun selon ses capacités, à chacun selon ses besoins ! » entre guillemets. D'après cette critique, elle doit être portée ou pourrait être portée « dans une phase supérieure de la société communiste » une fois le communisme achevé. Et, selon Lénine, dans L'État et la Révolution de 1917, « L'État pourra s'éteindre complètement quand la société aura réalisé le principe ».
Cependant, Lénine pose le problème de « Par quelles étapes, par quelles mesures pratiques l'humanité s'acheminera-t-elle vers ce but suprême, nous ne le savons ni ne pouvons le savoir ».
En 1936, Léon Trotsky va s'en servir comme levier contre la constitution soviétique et plus particulièrement contre le premier titre, « dit De la structure sociale en URSS, qui se termine par ces mots : « Le principe du socialisme : De chacun selon ses capacités, à chacun selon son travail, est appliqué en URSS ». En cette période de parfum de guerre, Staline aurait, donc, trouvé une solution à la réalisation concrète de l'adage par « De chacun selon ses capacités, à chacun selon son travail ». Pour Trotsky, ce système mis en place est La Révolution trahie et « À tous ces égards, l'État soviétique est bien plus près du capitalisme arriéré que du communisme. ».

## Critiques

### Jules Guesde
L'expression « de chacun selon ses forces, à chacun selon ses besoins » est pour Jules Guesde un « vieux cliché prétendu communiste »,.
Dans cet article de L'Égalité de 1882, son journal, il y écrit que cet adage a été détourné « en vain » par « un de ses pères » : Louis Blanc. C'est de Louis Blanc que cet adage associatif a été repris à leur compte par certains socialistes du Parti ouvrier français l'opposant à la formule collectiviste : « De chacun selon les nécessités de la production, à chacun selon son temps de travail. ».
Ainsi, « ce ne sont donc pas les intentions qu'il incrimine. Il ne s'en prend, comme toujours, qu'à la conclusion, qui n'est pas seulement fausse, mais pleine de péril. ». Et « Quant à la société communiste, qui ne deviendra une réalité vivante ... et qui sortira de l'ordre collectiviste avec des producteurs ou des hommes transformés par les conditions nouvelles du travail, elle n'aura pas d'autre devise que celle inscrite par Rabelais à la porte de son abbaye de Thélème : fais ce que vouldras. »
Alors, « Ni la production de chacun ne sera déterminée par ses forces, ni sa consommation par ses besoins. » Et « De chacun et à chacun selon sa volonté, telle sera l'unique règle sociale — si règle on peut appeler cette absence de toute réglementation. »
Enfin, « cette liberté dans la production et dans la consommation sera possible, je le répète, parce que la nourriture. le vêtement, etc., existeront alors pour tous dans la même proportion que l'air ou que la lumière aujourd'hui et parce que le travail considérablement restreint, harmonisé avec les goûts et accompli en commun ou en famille — la grande famille humaine réconciliée — sera devenu un attrait, un besoin auquel nul ne sera assez ennemi de lui-même pour vouloir se soustraire ».

### Alexandre Zinoviev
D'après Alexandre Zinoviev dans Les Confessions d'un homme en trop, cet adage, ou une partie de celui-ci, « à chacun selon ses besoins », est souvent discuté dans les écoles de Moscou des années 1930. Mais les problèmes du milieu soviétique ne doivent pas être mis en évidence puisque le communisme réel en URSS est supposé achevé, parfait. Dès lors, toute critique scientifique est rejetée par la société, « le pouvoir et l'administration ». Ainsi, ce communisme réel va à l'encontre du communisme idéal. Zinoviev remarque que, « dans le collectivisme soviétique réel, le principe « à chacun selon son travail » était violé plus souvent qu'il n'était observé ».
Cependant, cela n'est pas la conséquence d'actes d'obscurs individus, mais des lois objectives de la société. Alexandre Zinoviev remarque que les phénomènes sociaux de la société communiste sont proches de ceux des milieux naturels. Il pose ainsi la société communiste dans les conditions historiques de sa formation et de sa maturation comme une anti-civilisation par opposition à la civilisation générée par les pays occidentaux, bien que les phénomènes de ces pays ne reposent pas essentiellement sur des phénomènes civilisateurs. Dans la sphère communaliste où le mouvement de chacun est de rechercher le « pouvoir », l'attitude des individus est pragmatique. « En outre, si les gens recherchent, le pouvoir, ce n'est pas pour le pouvoir en soi, mais pour les avantages matériels que leur position et leur influence pourraient leur procurer. ». Ainsi, dans son ouvrage Le Communisme comme réalité, Zinoviev montre que cet adage est en réalité « à chacun sa situation sociale » ou « à chacun sa position sociale ». On rappelle que le statut, la hiérarchie, la situation, la position sociale du communisme soviétique ou réel n'est pas liée à l'argent, à la richesse comme dans les pays occidentaux, mais à des privilèges matériels ou sociaux selon la débrouillardise, le carriérisme, etc. des individus. Donc dans la pratique, selon Zinoviev, « De chacun selon ses moyens/ses capacités » devient « à chacun sa situation sociale » ; « De chacun selon son travail » devient « à chacun sa situation sociale » ; « à chacun selon ses besoins » devient « à chacun sa position sociale ».

### Léon Trotsky
Pour Trotsky :

« Marx usait, pour définir la société communiste, de la formule célèbre : « De chacun selon ses forces, à chacun selon ses besoins. » Les deux propositions sont indissolublement liées. « De chacun selon ses forces », cela signifie, dans l'interprétation communiste et non capitaliste, que le travail a cessé d'être une corvée, pour devenir un besoin de l'individu ; que la société n'a plus à recourir à la contrainte ; que les malades et les anormaux peuvent seuls se dérober au travail. Travaillant selon leurs forces, c'est-à-dire selon leurs moyens physiques et psychiques, sans se faire violence, les membres de la communauté, bénéficiant d'une haute technique, rempliront suffisamment les magasins de la société pour que chacun puisse y puiser largement « selon ses besoins » sans contrôle humiliant. La formule du communisme, bipartite mais indivisible, suppose donc l'abondance, l'égalité, l'épanouissement de la personnalité et une discipline très élevée. »